# Kalle Anka i djungeln
Kalle Anka i djungeln (engelska: Clown of the Jungle), alternativa svenska titlar är Kalle Anka som djungelfotograf och Djungelns clown, är en amerikansk animerad kortfilm från 1947. I Sverige är filmen mest känd som ett av inslagen i Kalle Anka och hans vänner önskar God Jul, där en klippt version av den visas sedan 1971.

## Handling
Filmen utspelas i ett djungellandskap i Sydamerika som inleds med att några kolibrier sjunger en vacker sång och därefter kommer en aracua, en slags hönsfågel, in i bild. Den har en cigarr i munnen och leker med en jojo och börjar sjunga och hoppar omkring.
Kalle Anka är där på en fotografisk expedition och försöker ta ett kort på en papegoja och en flamingo men misslyckas när djuren försvinner. När han sedan vill ta en bild av en storkliknande fågel dyker aracuan upp igen och sätter sig mitt i bilden. När Kalle vill jaga bort honom börjar fågeln att storgråta, fäster ett rep runt halsen och vill hänga sig, och håller en revolver mot tinningen. Kalle tröstar och kör iväg honom; aracuan tar tag i kamerans stativ just när han skall ta ett kort och Kalle ramlar omkull.
Filmen fortsätter i samma still i en absurd kamp mellan Kalle och aracuan, som slutar med att Kalle börjar skjuta vilt omkring sig. När röken skingrats har han skjutit hela lägret och kamerautrustningen i småbitar, men aracuan är helt oskadd. Kalle blir då tokig och springer runt och sjunger samma låt som aracuan sjöng i inledningen.

## Rollfigurer
- Clarence Nash – Kalle Anka[3]
- Pinto Colvig – Aracua – Aracuan (bestämd form) är en fiktiv skapelse åtminstone till namnet baserad på den faktiska, sydamerikanska hönsfågeln motmotchachalaca, på portugisiska Aracuã pequeño.[4][a]
- Kolibrier

## Om filmen
The Real Group har på sin skiva Julen er her gjort en inspelning av filmens ljudspår. Aracuans sång samplas i låten Jul igen av Just D.

### Censur
Två scener har blivit bortklippta i många utgåvor av filmen - dels en scen där aracuan hotar med att ta livet av sig genom att hänga sig och skjuta sig i huvudet, och dels en scen där Kalle desperat skjuter med maskingevär mot aracuan. Den svenska TV-versionen inkluderar den första scenen, men saknar den andra. Den ansågs vara för våldsam för barn.

## Svensk utgivning
- Kalle Anka och hans vänner önskar God Jul (TV, sedan 1971)
- Kalle Ankas festliga upptåg (All Star Cartoon Revue, 1978, långfilm bestående av flera kortfilmer)
- Disneys glada kavalkad (VHS, 1987)
- En dag med Kalle Anka (VHS, 1989)
- Grattis Kalle (VHS, 1994)